# Princess Chelsea
Vous pouvez aider à l'améliorer ou bien discuter des problèmes sur sa page de discussion.
- Il ne cite pas suffisamment ses sources. Vous pouvez indiquer les passages à sourcer avec {{référence nécessaire}} ou {{Référence souhaitée}}, et inclure les références utiles en les liant aux notes de bas de page. (Marqué depuis mars 2024)
- Cet article biographique nécessite des références supplémentaires pour assurer sa vérifiabilité. (Marqué depuis mars 2024)
- Certaines informations devraient être mieux reliées aux sources mentionnées dans la bibliographie ou les liens externes. Améliorez sa vérifiabilité en les associant par des références. (Marqué depuis mars 2024)

- Archive Wikiwix
- Bing
- Cairn
- DuckDuckGo
- E. Universalis
- Gallica
- Google
- G. Books
- G. News
- G. Scholar
- Persée
- Qwant
- (zh) Baidu
- (ru) Yandex
- (wd) trouver des œuvres sur Wikidata

Chelsea Nikkel, née le 4 septembre 1985 à Auckland en Nouvelle-Zélande et connue sous le pseudonyme de Princess Chelsea, est une musicienne et une productrice de musique expérimentale néo-zélandaise. En plus de sa carrière solo, elle a notamment fait partie du groupe néo-zélandais The Brunettes (en).

## Biographie
Chelsea Nikkel naît à Auckland en Nouvelle-Zélande.
Pianiste depuis l'enfance, elle commence à jouer dans les groupes néo-zélandais Teen Wolf et The Brunettes (en), fondé par Jonathan Bree.
Sous le nom de scène de Princess Chelsea, elle sort en 2009 son premier single, une reprise de la chanson Your Woman du groupe de musique électronique britannique White Town.
En 2011, elle sort son premier album, Lil' Golden Book (en), chez Lil' Chief Records (en), le label indépendant néo-zélandais spécialisé dans la musique pop et électronique de Jonathan Bree.
En 2012, elle sort le single The Cigarette Duet avec la participation de Jonathan Bree, une chanson narrant la dispute d'un couple où l'homme tente de convaincre la femme d'arrêter de fumer.
Le clip-vidéo de ce titre obtient un grand succès sur YouTube et offre à la chanteuse une exposition inattendue et d'importantes retombées médiatiques. En 2017, le clip cumule plus de 64 000 000 de vues.
En 2015, elle sort The Great Cybernetic Depression (en), son deuxième album.
Sa chanson World Turns Grey est remixée par le disc-jockey et producteur allemand Robin Schulz, remix qu'il intègre à son album Sugar sortit la même année. En 2016, elle sort un troisième album, Aftertouch dans lequel elle enregistre une reprise de la chanson Cold Glass Tube du groupe néo-zélandais The Reduction Agents (en).
Son quatrième album, The Loneliest Girl, sort en 2018.
En 2022, elle fait un featuring dans le single de Mattyeux Sometimes.
En 2023, elle reçoit le Taite Music Prize, prix musical néo-zélandais, pour son album Everything is going to be alright.

## Discographie

### Albums
- 2011 : Lil' Golden Book (en)
- 2015 : The Great Cybernetic Depression (en)
- 2016 : Aftertouch
- 2018 : The Loneliest Girl
- 2022 : Everything Is Going To Be Alright

### Singles
- 2009 : Your Woman
- 2009 : Monkey Eats Bananas
- 2010 : And I Love Her
- 2011 : Too Fast to Live
- 2011 : The Cigarette Duet avec Jonathan Bree
- 2012 : Ice Reign
- 2012 : Overseas avec James Milne (en)
- 2013 : We're so Lost
- 2014 : No Church on Sunday
- 2018 : I Love My Boyfriend
- 2018 : Wasting Time
- 2022 : Everything Is Going To Be Alright